# Aecalus pembertoni
Aecalus pembertoni är en insektsart som beskrevs av Maa 1963. Aecalus pembertoni ingår i släktet Aecalus och familjen Machaerotidae. Inga underarter finns listade i Catalogue of Life.